# Зюдерфаренштедт
Зюдерфаренштедт (нім. Süderfahrenstedt) — громада в Німеччині, розташована в землі Шлезвіг-Гольштейн. Входить до складу району Шлезвіг-Фленсбург. Складова частина об'єднання громад Зюдангельн.
Площа — 9,08 км2. Населення становить 478 ос. (станом на 31 грудня 2020).